# 일본의 성매매

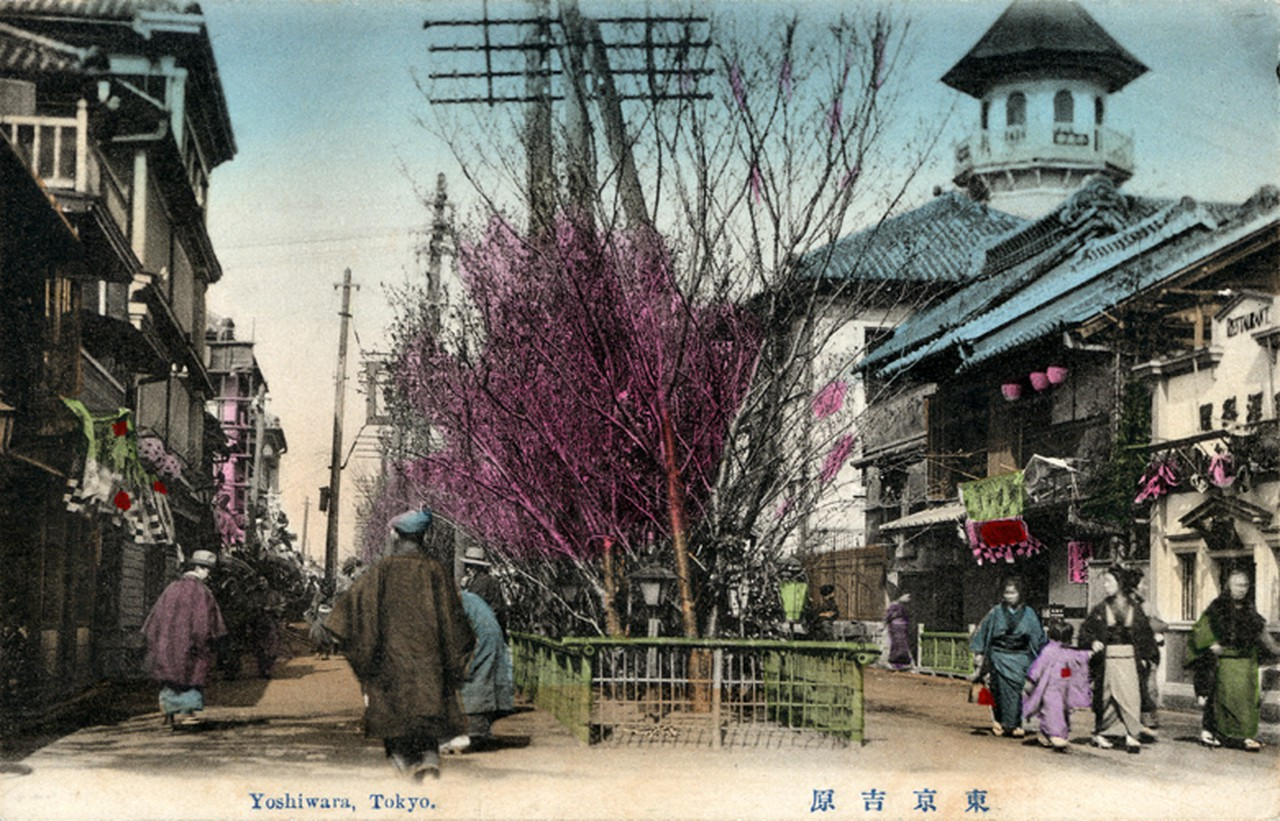
도쿄 요시와라, 옛 그림 엽서.

일본의 성매매(日本- 性賣買, 일본어: 日本における売買春, 영어: Prostitution in Japan)는 그 유서가 깊다.
1956년 일본에서는 “누구라도 매춘하지 않아야 하며, 또는 그 상대방을 소개해서는 아니 된다.”는 내용의 매춘 방지법(売春防止法)이 제정되었지만, 빠져나갈 구멍은 많았다. 법에 대한 자의적인 해석과 사법당국의 어수룩한 법집행 등의 이유로 사실상 일본 내에서 성 산업이 성행하는 것이 용인되었다. 현재 일본 내에서 매춘업에 종사하는 이들은 연간 2.3조엔(한화로 약 34조원)의 수익을 올리고 있으며, 이는 일본 GDP의 0.2~0.3%에 해당하는 액수이다.
일본에서의 ‘성 산업’은 성매매 또는 매춘과 동의어가 아니다. 일본법에서는 성매매를 ‘대상을 받아 또는 받는 약속으로, 불특정의 상대방과 성교 행위를 하는 것’으로 정의하고 있다. 따라서 일본 내 대부분의 성 산업 판매처들은 합법적으로 유지하기 위해 성교 행위는 하지 않고 있다. 이에 대해 《핑크박스》(Pink Box)의 저자 존 싱클레어는 일본의 성 산업은 아이러니하게도 ‘성교를 제외한 상상할 수 있는 모든 것을 제공한다.’고 밝힌 바 있다.

## 역사
신토 신앙은 성(性)에 대해 특별히 터부시하지 않는 반면에 불교에서는 성에 대해 엄격한 가르침을 고수하고 있다. 그러나 불교의 이러한 가르침은 일본 사회에 미치는 영향력 면에서 매우 제한적이었다.
15세기 이래 한국과 중국, 기타 동아시아에서 온 방문객들은 일본의 사창가를 자주 이용하였다.
이러한 관행은 나중에 남아시아의 동인도인 선원들과 (몇몇 경우 아프리카인 선원들도 포함해서) 함께 종종 찾아온 유럽에서 온 상인들 사이에서도 마찬가지였다. 16세기에 포르투갈의 상선들이 일본에 도착했을 당시, 현지 일본인들은 ‘천축(天竺, 인도)’에서 온 방문자들이라고 생각하여 신성시하였다.
포르투갈 방문객들과 그들이 데리고 온 남아시아와 아프리카 선원들은 이따금씩 일본의 노예 문제에도 관여하였는데, 17세기 초까지 그들은 고아에 일본인 노예들과 상인들의 공동체가 있었던 인도나 아메리카 대륙, 동남아시아의 포르투갈 식민지들, 마카오로 데려가 팔거나 자신들의 배 안에서 성 노예로 부리기 위해 젊은 일본인 여성들과 소녀들을 사들이거나 붙잡아갔다. 나중에는 네덜란드와 영국을 비롯한 유럽의 동인도회사들 역시 일본에 주재하는 동안 매춘업에 관여하였다.

## 현대

### 법적 상태
1956년 일본에서 제정된 매춘방지법 제3조에는 “누구라도 매춘하지 않아야 하며, 또는 그 상대방을 소개해서는 아니 된다.”고 나와 있지만, 여기에는 이러한 행위에 대한 어떠한 사법적 처벌도 규정하고 있지 않다. 그 대신에 매춘을 주선하는 목적으로 다음과 같은 행위를 한 자들에 대해서는 처벌한다는 조항을 두었다.
1. 공중의 눈에 접하는 방법으로, 사람을 매춘 상대방이 되도록 권유하는 행위.
2. 매춘의 상대방이 되도록 권유하기 위해서 도로나 기타 공공장소에서 사람의 신변을 가로막거나 또는 항상 따라다니는 행위.
3. 공중의 눈에 접하는 방법으로 호객행위를 하거나 또는 광고나 기타 유사한 방법으로 사람을 매춘 상대방이 되도록 유인하는 행위.[11]

일본에서 성매매의 정의는 성교(남성의 성기와 여성의 성기의 삽입)로 한정되어 있다. 따라서 구강성교와 항문성교 등의 행위는 합법적으로 성행하고 있다. 1948년 제정된 풍속영업단속법(風俗営業取締法)은 1985년과 1999년에 개정되었으며, 성 산업을 규제하는 것을 주요 골자로 하고 있다.

### 유형

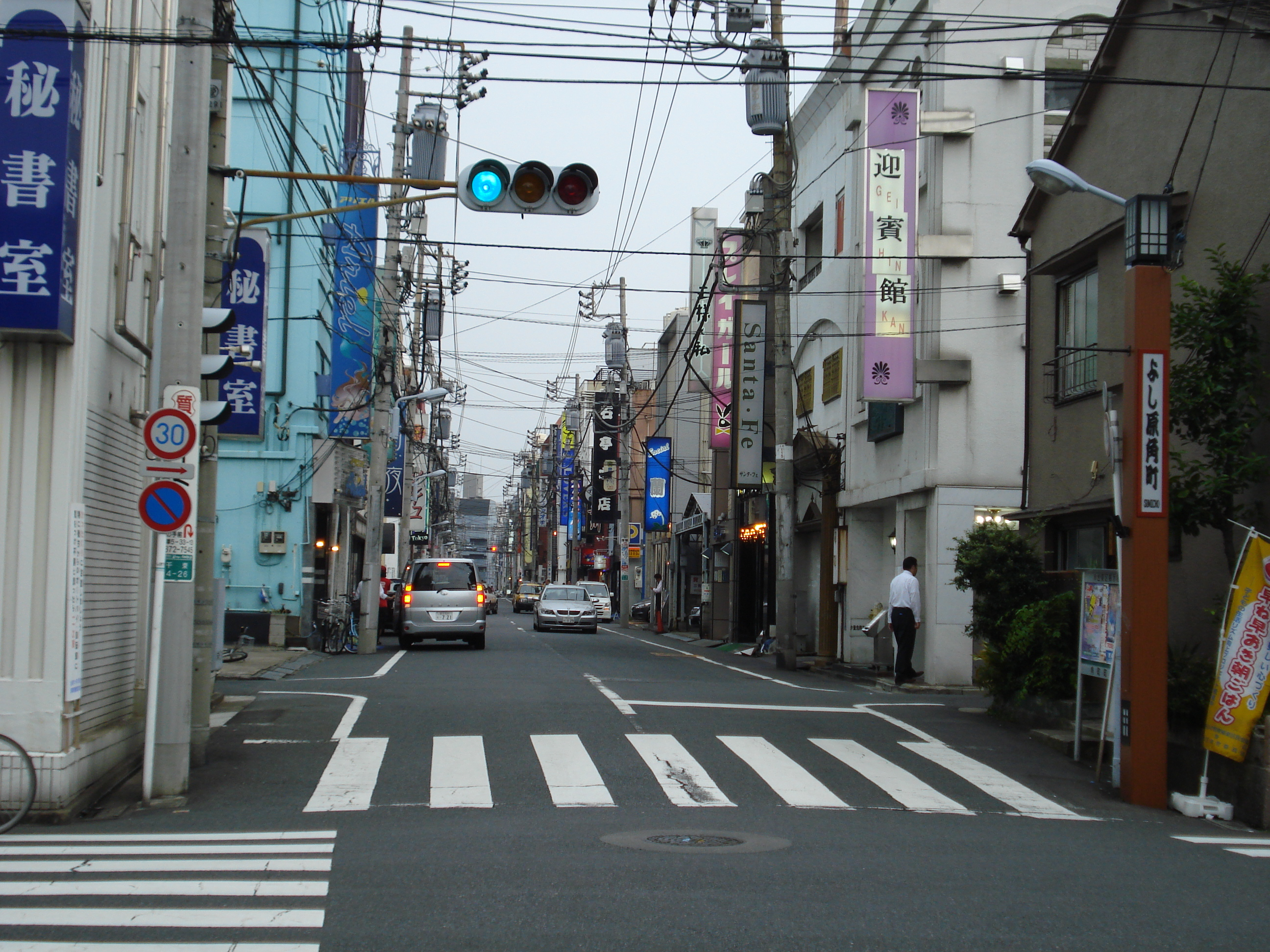
요시와라의 증기탕 마을(2008년)

일본의 성 산업은 그 종류가 매우 다양하다. 소프랜드라고 불리는 증기탕은 접대원들이 고객들의 알몸을 씻어주고 접대를 해주는 퇴폐목욕탕을 가리키는 명칭이다. 패션 헬스 샵과 핑크 살롱은 표면상은 마사지나 피부미용 응접실, 헬스 클럽 등으로 위장한 곳을 가리키며, 이미지 클럽은 코스튬 플레이를 통해 특정 테마의 분위기를 연출하는 형태를 띠고 있다. 콜걸들은 전화 서비스를 통해 고객과 만나 접대를 제공하는 방식으로 조업하는 여성들을 지칭한다. 프리랜서들은 테레쿠라(텔레폰 클럽)로 불리는 전화방 서비스를 통해 잠재적인 고객들과 접촉할 수 있으며, 또한 실제적인 매춘 행위는 법률적인 분쟁을 피하기 위해 의도적으로 ‘원조교제’ 내지는 ‘보상형 데이트’라는 이름으로 바꾸어 부르고 있다. 가부키초는 도쿄도 신주쿠구에 있는 대표적인 환락가로 0.34km2의 면적을 차지하고 있으며, 그 안에 성 접대실과 스트립 쇼 극장, 핍 쇼, 증기탕, 포르노 가게, 섹스 텔레폰 클럽, 노래방 등이 3,500개 가까이 있다.

## 인신매매
UNODC의 보고서에 따르면 일본은 인신매매 피해자들의 최종 목적지 중의 하나이다.
현재 동아시아, 남아시아, 동유럽, 러시아, 남아메리카 등지에서 온 여성들과 아이들이 일본에서 불법으로 매매되어 성매매 대상으로 동원되고 있다.

## 같이 보기
- 가라유키상
- 게이샤
- 오카마
- 요바이 & 쓰야마 사건
- 요시와라
- 엔조코사이
- 일본의 포르노그래피
- 일본의 어덜트비디오 역사
- 핑크 영화
- 일본의 전쟁 범죄
  - 일본군 성노예